# Arsen(III)-bromid
Arsen(III)-bromid ist eine chemische Verbindung aus der Gruppe der Arsenverbindungen und Bromide.

## Gewinnung und Darstellung
Arsen(III)-bromid kann direkt aus den Elementen erzeugt werden.
{\displaystyle \mathrm {2\ As+3\ Br_{2}\longrightarrow 2\ AsBr_{3}} }
Ebenfalls möglich ist die Darstellung durch Reaktion von Arsen(III)-oxid mit Schwefel und Brom.
{\displaystyle \mathrm {2\ As_{2}O_{3}+3\ S+6\ Br_{2}\longrightarrow 4\ AsBr_{3}+3\ SO_{2}} }

## Eigenschaften
Arsen(III)-bromid ist ein weißer bis gelblicher, zerfließender, nicht brennbarer Feststoff. Er reagiert mit Wasser unter Bildung eines ätzenden, giftigen Gemisches aus Bromwasserstoffsäure und Arsensäure, die als weiße Nebel sichtbar werden. Es bildet Tetrahalogenkomplexe AsBr4− und hat eine orthorhombische Kristallstruktur (Raumgruppe P212121 (Raumgruppen-Nr. 19), Gitterparameter a = 10,24 Å, b = 12,15 Å, c = 4,32 Å).

## Verwendung
Arsen(III)-bromid wird in der Homöopathie verwendet.